# Manadhoo
Manadhoo ist eine Insel im Süden des Thiladhunmathi-Miladummadulhu-Atolls, dem größten Atoll des Inselstaats Malediven in der Lakkadivensee (Indischer Ozean).

## Geographie
Die dicht besiedelte Insel mit einer Fläche von ca. 109 Hektar hatte 2014 etwa 1311 Einwohner.

## Verwaltung
Manadhoo ist die Hauptinsel des maledivischen Verwaltungsatolls Miladhunmadulu Dhekunuburi, mit der Thaana-Kurzbezeichnung ނ (Noonu).

## Geschichte
Bisher wurde die Geschichte von Manadhoo von keiner Behörde untersucht, obwohl es einen historischen Ort namens „Maamiskithu Vevu“ gibt, ein Badebecken mit alter arabischer Kalligraphie und gut gemauerten Mauern. Vevu (Dhivehi) oder Badebecken wurden als öffentliche Bäder und später zur Waschung genutzt. Der tatsächliche Zeitraum dieses Vevu ist unbekannt, der für den Bau verwendete Sandstein weist jedoch auf die vorislamische Zeit (500 v. Chr.–1153 n. Chr.) hin. Diese Art von Bädern findet man auch in anderen Teilen der Malediven. In einigen Bädern und Moscheen ist auch Korallenstein zu sehen. Dies stützt die Theorie, dass die Vevu früher gebaut wurde als die meisten Moscheen aus Korallenstein.  
Über die alten Menschen und ihre Lebensweise liegen nur wenige Informationen vor. Es gibt Hinweise darauf, dass Manadhoo bereits im 4. Jahrhundert v. Chr. besiedelt war und gedieh. Es wird argumentiert, dass die ersten Siedler unter anderem aus Arabien, Ostafrika und dem indischen Subkontinent einwanderten.   